# Leokadia Serafinowicz
Leokadia Serafinowicz (23 de febrero de 1915, Jonava en Lituania – 24 de noviembre de 2007, Puszczykowo, cerca de Poznan en Polonia) fue una artista polaca de teatro de títeres y teatro infantil, actriz-titiritera, directora, escenógrafa, guionista y autora de adaptaciones teatrales y cinematográficas, directora administrativa y artística del Teatro del Títere y del Actor “Marcinek” de Poznan en los años 1960-1976, organizadora de numerosas iniciativas para la promoción y el desarrollo del teatro de títeres polaco y del teatro para niños (por ejemplo, la Bienal de Arte para Niños organizada en Poznan desde el año 1973); cofundadora y primera presidenta de la sección polaca de ASSITEJ (fr. Association Internationale du Théâtre Pour l’Enfance et la Jeunesse –Asociación Internacional de Teatro para Niños y Jóvenes) en los años 1981-1982, miembro honorario de UNIMA (Union Internationalle de la Marionette – Unión Internacional de Títeres) desde el año 2000.
Serafinowicz fue galardonada en numerosas ocasiones por su actividad artística, organizativa y divulgativa; entre otros premios recibió la Medalla de Oro en la II Cuatrienal de Escenografía de Praga en 1971 por su búsqueda artística en la escenografía teatral, la Medalla de la Sonrisa (pol. Order Uśmiechu) en 1978 o la Cruz de Oficial de la Orden Polonia Restituta (pol. Krzyż Oficerski Orderu Odrodzenia Polski) en 1985.

## Juventud y formación
Leokadia Serafinowicz nació en Jonava (hoy Lituania) el 23 de febrero de 1915 en el seno de una familia polaca de tradición patriótica. Estudió pintura en la Facultad de Bellas Artes de la Universidad Stefan Batory de Vilna (1937-1939). Tras el fin de la Segunda Guerra Mundial fue desplazada a Polonia debido a las acciones de repatriación. Continuó sus estudios en la Universidad Nicolás Copérnico de Torun (1945-1948), en la que defendió su trabajo de fin de estudios en el campo de la pintura. En 1954 aprobó el examen de equivalencia en actuación (de títeres). En 1961 fue autorizada para ser directora de teatro de títeres.

## Carrera

### Cracovia, Breslavia, Bielsko-Biała
De 1948 a 1956 trabajó en el teatro de títeres “Groteska” de Cracovia como actriz y asistenta de Władysław Jarema, uno de los artistas más célebres del teatro polaco de títeres de posguerra. Fue aquí donde debutó como directora independiente. De 1956 a 1958 fue directora artística de la Escena de Títeres de Teatro de Variedades de Breslavia (pol. Scena Lalkowa Teatru Rozmaitości we Wrocławiu), donde perfeccionó sus habilidades como directora y debutó como escenógrafa. De 1958 a 1960 trabajó como directora y escenógrada en el Teatro de Títeres “Banialuka” de Bielsko-Biała, donde, entre otras obras, dirigió guiones de su propia autoría: O słońcu, sroczce i krasnoludkach (Sobre el sol, la urraquita y los enanos, 1958) i Profesor Serduszko (El profesor Corazoncito, 1960), que escribió bajo el seudónimo “Dominika”.

### Teatro del Títere y del Actor “Marcinek” de Poznan
De 1960 a 1976 fue directora administrativa y, hasta 1980, directora artística del Teatro del Títere y del Actor “Marcinek” de Poznan, que muy pronto se convirtió en una de las escenas teatrales más importantes de Polonia y uno de los teatros polacos más reconocidos en el extranjero.
En el programa de uno de sus espectáculos escribió:
"El teatro infantil debe dar a conocer al pequeño espectador el lenguaje del arte, debe enseñarle la convención del arte, tiene la obligación de desarrollar en el niño la    sensibilidad estética, enriquecer su imaginación" — Leokadia Serafinowicz, O słonku, sroce i krasnoludkach –programa del espectáculo, 1960
Serafinowicz cumplió dichos supuestos como directora administrativa y directora artística, creando un teatro exigente para niños y jóvenes, a través del cual tocó importantes temas sociales de actualidad, recurriendo a medios de expresión artística contemporáneos. Al tratar el teatro para niños y jóvenes como “teatro para el hombre del futuro”, preparó el repertorio de modo que hablara de la complejidad de la vida y del mundo, y desallorara el pensamiento crítico. La tarea desempeñada por los artistas de “Marcinek” consistía en educar a los futuros receptores del arte contemporáneo. De este modo, Leokadia Serafinowicz no sólo logró crear un teatro para niños exigente, sino que también contribuyó a la consolidación del teatro de títeres como un arte dirigido a jóvenes y adultos. Gracias a sus esfuerzos, “Marcinek” fue uno de los primeros teatros de títeres de Polonia en presentar espectáculos para un público de mayor edad.
Bajo la dirección de Leokadia Stefanowicz, la alta calidad artística de los espectáculos a nivel plástico, musical y literario se convirtió en el signo distintivo del Teatro del Títere y del Actor “Marcinek”. Entre sus colaboradores más cercanos hay que destacar a Wojciech Wieczorkiewicz (director), Jan Berdyszak (escenógrafo), Józef Ratajczak (poeta) o Krystyna Miłobędzka (poetisa, autora de obras teatrales). Además, entre sus colaboradores cabe mencionar a compositores como Krzysztof Penderecki, Marek Stachowski, Jerzy Milian o Jerzy Kurczewski.
Asimismo, gracias a Serafinowicz “Marcinek” entabló cooperación con artistas internacionales: Jetta Donega (Italia), Julia Ognianowa (Bulgaria), Josef Krofta (República Checa), Karel Brožek (República Checa), František Vitek (República Checa) o Vera Řičařova (República Checa).
Diversas obras del Teatrodel Títere y del Actor “Marcinek” de Poznan han sido traducidas al inglés, francés, español, alemán, italiano, checo o esperanto. En numerosas ocasiones han sido presentadas en festivales y retrospectivas internacionales en Inglaterra, Bélgica, Bulgaria, Croacia, Checoslovaquia, Dinamarca, Francia, Japón, Canadá, Cuba, México, RDA, RFA, Suiza, Estados Unidos, Hungría, Italia y la Unión Soviética.

#### Algunas de las obras del Teatro del Títere y del Actor “Marcinek” presentadas en el extranjero:[editar código · editar]
- 1967: Come Kasia perdie sus gansitos (O Kasi, co gąski zgubiła) libretto: M. Kownacka, música: L. Kurczewski, dirección: W. Wieczorkiewicz, escenografía: L. Serafinowicz.
- 1968: El más valiente (Najdzielniejszy) libretto: E. Szelburg-Zarembina, música: K. Penderecki y M. Stachowski, dirección: W. Wieczorkiewicz, escenografía: J. Berdyszak
- 1969: Done va la conjita…(Siała baba mak) de Krystyna Miłobędzka, dirección: L. Serafinowicz, escenografía: J. Berdyszak
- 1970: Patria (Ojczyzna) de Krystyna Miłobędzka, dirección: W. Wieczorkiewic, escenografía: Berdyszak J.
- 1970: Hefesto (Hefajstos) de Anna Świrszczyńska, dirección: W. Wieczorkiewic, escenografía: L. Serafinowicz
- 1972: Lajkonik (Lajkonik), libretto: M. Kownacka, música: L. Kurczewski, dirección: W. Wieczorkiewicz, escenografía: L. Serafinowicz.
- 1974: El tigrecito (Tygrysek) de Hanna Januszewska, dirección: Wieczorkiewicz W., escenografía: L. Serafinowicz.
- 1975: Janosik (Janosik) de Karel Brožek, Jan V. Dvorak, Krystyna Miłobędzka, dirección: J. Krofta, W. Wieczorkiewicz, K. Brožek, J. Mokos, escenografía: F. Vitek, L. Serafinowicz, V. Řičařova, K. Hejcman
- 1976: Don Quijote (Don Kichot) de Miguel de Cervantes Savedra, dirección: J. Krofta, escenografía: F. Vitek, V. Řičařova
- 1977: Ptam (Ptam) de Krystyna Miłobędzka,dirección: L.Serafinowicz, escenografía: J. Berdysza

Fuente de información:

#### Otras obras reconocidas del Teatro del Títere y del Actor “Marcinek” de Poznan:[editar código · editar]
- 1961: El baile en casa del profesor Bączyński (Bal u profesora Bączyńskiego) de Konstanty Ildefons Gałczyński; direccióny escenografía: L. Serafinowicz
- 1961: Canto sobre el zorro (Pieśń o lisie) de Johann Wolfgang Goethe; dirección: W. Wieczorkiewicz, escenografía: L. Serafinowicz
- 1965: El ruiseñor (Słowik) de Józef Ratajczak; dirección: W. Wieczorkiewicz, escenografía: L. Serafinowicz
- 1969: El banquete de boda (Wesele) de Stanisław Wyspiański; dirección: L. Serafinowicz, escenografía: J. Berdyszak
- 1970: Wanda (Wanda) de Cyprian Kamil Norwid; dirección: W. Wieczorkiewicz, escenografía: L. Serafinowicz.

Fuente de información:

## Cooperación con otros teatros
Leokadia Serafinowicz trabajó en numerosos teatros tanto en Polonia como en el extranjero. Entre otros países, dirigió obras en Rumanía (Tigirosul, 1970) y Checoslovaquia (Aj tak sejou mak…, 1973). Creó el diseño plástico para obras realizadas en Bulgaria (Misterium-buffo, 1968), Rumanía (Tigrisorul, 1970), Czecoslovaquia (Janosik, 1975), RFA(Reineke Fuchs, 1980; Jim Kopf und der Lokomotiveführer, 1987; König Jemand, 1988; Jim Kopf und die Wilde 13, 1988) i Rusia (Szewczyk Dratewka, 1996).

## Exposiciones
Leokadia Serafinowicz participó en exposiciones escenográficas colectivas en Varsovia (1956, 1962), Venecia (1964), Liège (1970), Praga (1971), París (1972, 1975), Zúrich(1972) y Budapest (1996). Asimismo, organizó muchas exposiciones individuales en Polonia y en el extranjero. Presentó sus proyectos en Gran Bretaña (Bristol, 1986) y Checoslovaquia (Praga, 1988), entre otros países.